# Сферофіза
Сферофіза (Sphaerophysa) — рід рослин із родини бобових.
Це трав'янисті рослини або напівчагарнички. Квітки яскраво-червоні, зібрані в пазушні волоті. Плоди — плівчасті, роздуті нерозкриті боби.

## Види
За інформацією бази даних The Plant List, рід включає 4 види:
- Sphaerophysa caspica (M.Bieb.) DC.
- Sphaerophysa kotschyana Boiss.
- Sphaerophysa pycnorrhiza (Wall. ex Benth.) Benth.
- Sphaerophysa salsula (Pall.) DC.

Натомість згідно з базами даних Plants of the World Online і Catalogue of Life рід включає 2 види: Sphaerophysa kotschyana Boiss. і Sphaerophysa salsula (Pall.) DC.